# Kanton Lyon-XII
Der Kanton Lyon-XII war bis 2015 ein französischer Kanton im Arrondissement Lyon und in der Region Rhône-Alpes. Er gehörte ursprünglich zum Département Rhône und umfasste einen Teil des 8. Stadtbezirks (frz.: 8e arrondissement) von Lyon. Der Kanton wurde abgeschafft, als auf seinem Einzugsgebiet die Métropole de Lyon zum Jahreswechsel 2014/2015 das Département Rhône als übergeordnete Gebietskörperschaft ablöste und die Kantone ihre Funktion als Wahlkreise verloren. Letzter Vertreter im conseil général des Départements war Louis Pelaez (PRG), er folgte Jean-Louis Touraine (PS, Amtszeit 2004–2007).